# KF Ferizaj
KF Ferizaj (albanisch Klubi Futbollistik Ferizaj) ist ein Fußballverein aus dem Kosovo mit Sitz in Ferizaj, spielt derzeit in der ersten Liga des Kosovo, die BKT Superliga. 

## Geschichte
Der Verein wurde im Jahr 1923 gegründet. Im Juli 2019 wurde der Klub von britischen Aktionären privatisiert. Nach dem Abstieg in der Liga e Parë und der mögliche Abstieg auch ebenda, befand sich der Klub in einer finanziellen Krise. Die Spieler drohten, die restlichen Spiele zu boykottieren, da sie keine Gehälter bekommen haben. Nach dem Klassenerhalt wurde der Klub von einem neuen kosovarischen Aktionär gekauft. 
Die erste Saison unter den neuen Vorstand ging erfolgreich aus. Der Klub wurde Meister in der Gruppe B der Liga e Parë und sicherte sich nach nur zwei Jahren den Wiederaufstieg in die BKT Superliga.

## Stadion
Da das Ismet-Shabani-Stadion nicht mehr die Kriterien vom kosovarischen Fußballverband erfüllt und wegen Neubau einer neuen Schule abgerissen wird, bestritt der Verein seine Heimspiele im Ferizaj Synthetic Grass Stadion mit 2.000 Sitzplätzen.